# Pérotin
Pérotin (c. 1160 – Paris, c. 1236) foi um compositor nascido na França, que fez parte da Escola de Notre-Dame. Não há  informações biográficas acerca desse músico genial. Sabe-se apenas que esteve ligado à nova Catedral de Notre-Dame de Paris (cuja construção viu ser acabada) na qualidade de compositor de órganons: desempenhou, portanto, funções análogas às de mestre de capela, entre 1180 e 1230, aproximadamente. 
Em volta de Pérotin e de seu predecessor, Léonin, devem ter gravitado numerosos alunos anônimos, dos quais foram encontrados algumas obras e que são designados pelo nome genérico de Escola de Notre-Dame.
Estes músicos cultivaram os gêneros do órganon (2, 3 ou 4 partes, das quais só uma, em valores longos, retirada da literatura, tem texto), do moteto (derivado do órganon e no qual a voz principal, ou tenor, é instrumental, sendo as vozes organais cantadas sobre um texto, em estilo silábico) e de conductus (forma mais rudimentar, na qual o tenor é, geralmente, uma melodia profana e todas as partes, menos o triplum, são em estilo silábico).  Entretanto só se podem atribuir, com certeza, a Pérotin, 4 órganons e 4 conducti.
Pérotin - órganon Quid tu vides (versão instrumental midi)
Pérotin - seção do moteto Sederunt principes (versão instrumental midi)